# Paracaroides
Paracaroides là một chi bướm đêm thuộc họ Noctuidae.